# ベルニー駅
ベルニー駅（ウズベク語: Beruniy bekati）はウズベキスタンのタシュケントアルマザール地区にある、タシュケント地下鉄ウズベキスタン線の駅。駅名は11世紀に活躍したホラズム出身の学者アブー・ライハーン・ビールーニー（ウズベク語: Abu Rayhon Beruniy）の名を冠している。

## 沿革
1991年4月30日にベルニー-チョルスー間3.8 km延伸とともに開業。

## 駅構造
島式ホーム1面2線を有する地下駅。プラットホームはドーム構造で、駅の壁は大理石・花崗岩・金属・ガラス・磁器で装飾されている。照明器具としてシャンデリアが設置されている。渡り線は引き上げ線側にあるため、ホームで直接ドゥストリク方面に折り返すことは不可能であり、ベルニー駅に到着した列車は全て回送電車として引き上げ線へ入線して折り返しを行う。
ホームから出口への階段はホーム両端にあり、改札口も別個に設置されている。改札口は入口・出口で分けられており、入口側はセキュリティチェックがある。

## 駅周辺
- ファロビ通り
- ベルニー大通り
- 学生通り（ウズベク語版）
- ウズベキスタン共和国高等教育科学イノベーション省（ウズベク語版）
- タシケント国立工科大学（ウズベク語版）
- ウズベキスタン国立大学[2]
- ウズコルガスマ貿易パビリオン

## 隣の駅
タシュケント地下鉄
 ウズベキスタン線
ベルニー駅 - ティンチリク駅